# ステイディアム・アーケイディアム
『ステイディアム・アーケイディアム』（Stadium Arcadium）は、レッド・ホット・チリ・ペッパーズの9枚目のスタジオ・アルバム。日本盤は、ワーナーミュージック・ジャパンより2006年5月10日に発売された。アルバムチャートでは初の全米1位を獲得し、グラミー賞 最優秀ロック・アルバム賞を受賞した。

## 概要
- ジャケットは、宇宙のアートワークになっており、DISC 1が木星、DISC 2が火星と分けられている。
- レコーディングされた38曲から、28曲に厳選し2枚組としてリリースされた[1]。
- オリコンアルバムチャートで、初登場1位を獲得。2枚組の洋楽アルバムとしては、史上初の快挙達成である。このほか、アメリカやイギリスを始め、全世界24ヶ国で1位を獲得している。
- 前作、前々作で推し進められたメロディー路線を継承しつつも、原点回帰と言えるファンク・パンクソングも揃った、集大成的な作品になった。メンバーは最高傑作と語っており、フリーは「このアルバムが嫌いだということはすなわち、レッチリが嫌いだということ」と語る。
- プロモーションや、反応ではYouTubeが極めて目立ったアルバムだった。ワーナーとYouTube社の連携牽引役といっても過言でない。シングル発売時のPV制作コンテストの発端にもなったと思われる。
- ほぼ全ての楽曲に、ジョン・フルシアンテのギターソロが織り込まれているが、ジョンが「現代の三大ギタリスト」（The New Guitar Gods）としてローリング・ストーン誌に選出された際、「ダニー・カリフォルニア - Dani California」と「メイク・ユー・フィール・ベター - Make You Feel Better」のソロは譜面に起こしてレコーディングに臨んだが、他の曲のソロは即興演奏であることを明かした。

## 収録曲
Disc 1 (Jupiter~木星)
1. ダニー・カリフォルニア - Dani California (4:42)
2. スノー（（ヘイ・オー）） - Snow ((Hey Oh)) (5:34)
3. チャーリー - Charlie (4:37)
4. ステイディアム・アーケイディアム - Stadium Arcadium (5:15)
5. ハンプ・デ・バンプ - Hump De Bump (3:33)
6. シーズ・オンリー・エイティーン - She's Only 18 (3:25)
7. スロー・チータ - Slow Cheetah (5:19)
8. トーチャー・ミー - Torture Me (3:44)
9. ストリップ・マイ・マインド - Strip My Mind (4:19)
10. エスペシャリー・イン・ミシガン - Especially In Michigan (4:00)
11. ワーロックス - Warlocks (3:25)
12. カモン・ガール - C'mon Girl (3:48)
13. ウェット・サンド - Wet Sand (5:09)
14. ヘイ - Hey (5:39)

Disc 2 (Mars~火星)
1. デセクレイション・スマイル - Desecration Smile (5:01)
2. テル・ミー・ベイベー - Tell Me Baby (4:07)
3. ハード・トゥ・コンセイトレイト - Hard To Concentrate (4:01)
4. 21st センチュリー - 21st Century (4:22)
5. シー・ルックス・トゥ・ミー - She Looks To Me (4:06)
6. レディメイド - Readymade (4:30)
7. イフ - If (2:52)
8. メイク・ユー・フィール・ベター - Make You Feel Better (3:51)
9. アニマル・バー - Animal Bar (5:25)
10. ソー・マッチ・アイ - So Much I (3:44)
11. ストーム・イン・ア・ティーカップ - Storm In A Teacup (3:45)
12. ウィ・ビリーブ - We Believe (3:36)
13. ターン・イット・アゲイン - Turn It Again (6:06)
14. デス・オブ・ア・マーシャン - Death Of A Martian (4:24)

## シングル・カット　楽曲紹介など
国内盤とUK盤、US盤のリリース。カップリング曲はアルバム未収録。US盤のみ収録曲が異なる。
- 1st シングル　Dani California　ワーナー・ブラザース映画配給映画『デスノート』の主題歌として提供された。
  - ミディアム・テンポでメロディックなファンク・ナンバー[1]。
  - タイトルのダニーとは、女の子の名前。「カリフォルニケイション」、「バイ・ザ・ウェイ」から続く三部作の完結編。
  - メンバーが、歴代ロックを彩ったアーティスト達に扮して次々と演奏を行うPVが、その完成度の高さで話題となった。

- 2nd シングル　Tell me Baby
  - ファンク色が強めな曲。曲中のキーボード的なサウンドはギターの多重、倍速、低倍速録音によるものであり、アルバム中の他の曲で聞かれるそのような音もほとんどが、ジョン・フルシアンテがマスタリング時に苦心してギターサウンドのみで作り上げたものである。

- 3rd シングル Snow ((Hey Oh))　ワーナー・ブラザース映画配給映画『デスノート the Last name』主題歌
  - 国内は2006年11月発売。
  - 映画前編を鑑賞したメンバーが前編に引き続き、主題歌としての提供を即断した。
  - 映画の内容も、終盤では一部この曲を意識したと思われる展開となっている。

- 4thシングル Desecration Smile
  - 日本版未発売。アコースティック・ギターを使用したバラード。

- 5thシングル　Hump De Bump
  - 初期〜中期回帰のようなファンクソング。
  - アメリカ、カナダ、オーストラリアでのみ発売された。

- Charlie
  - PVをリスナーから公募。選ばれた作品はそのままPVに使われた。商品は賞金5000ドルとパリ公演のチケット。

## エピソード
今作はバンド史上初の2枚組となったが、当初は、2枚組ではなく3枚組にしようというアイデアもあった。チャド・スミスは2016年のインタビューで、次のように語っている。
また、同インタビューにおいて、チャド・スミスは次のようにも語っている。

## 参加ミュージシャン
- アンソニー・キーディス：ボーカル
- フリー：ベース、コーラス、トランペット
- ジョン・フルシアンテ：ギター、コーラス、キーボード、シンセサイザー、メロトロン
- チャド・スミス：ドラム、パーカッション